# Штат (военное дело)

Организационная структура
тяжёлой танковой бригады (ттбр) РККА образца 1936 года

Штат — официальный документ в вооружённых силах, которым закрепляется организационная структура формирования (включая численность личного состава, а также единиц вооружения и техники).

## История
Впервые в русской военной школе, термин «штаты», встречается в царствование Петра I, в 1711 и 1720 годах.
В толковом словаре В. И. Даля указано что штат — это роспись, положение, о числе чинов и их содержании. В другом источнике указано штаты, расписание или таблица числа чинов каждого правительственного управления с указанием полагающегося каждому чину казённого содержания.
В штаты сухопутных войск включались также расписания числа лошадей и обоза.

## Применение термина
Термин применяется ко всем типам воинских формирований и военных учреждений:

| - военные учреждения - военные учебные заведения - комендатуры; - органы военных сообщений; - полигоны; - службы; - центры; - группы; - арсеналы; - базы хранения; - военные комиссариаты; - военные прокуратуры; - госпитали; - и другое | - формирования - подразделение - воинская часть (корабль) - соединение - объединение |

## Положения, отображаемые в штате
В штате закрепляются следующие положения:
- структура формирования — схема разделения формирования на формирования меньшего уровня, вплоть до самого нижнего уровня;
- состав формирования — количество и тип подразделений (воинских частей), из которых состоит формирование;
- состав подразделений — количество личного состава и вооружения по типам в подразделениях;
- список должностей — полное перечисление наименований должностей личного состава формирования, включая службы и управление
- наименование подразделений — указание наименований подразделений

## Разработка штатов
Изменения в штате формирования, как и создание штатов формирований нового типа преследуют рациональные цели по более эффективному использованию личного состава и боевой техники и происходит по решению руководства вооружёнными силами, на основе анализа следующих факторов:
- Изменение политической обстановки;
- Накопление опыта в ходе боевых действий;
- Морально-психологическая обстановка в войсках;
- Пересмотр тактики и способов применения боевой техники;
- Изменение тактики противника;
- Изменения в уровне мобилизационного потенциала;
- Модернизация вооружённых сил новой боевой техникой;
- Другие причины.

К примеру:
- Поступление на вооружение Красной Армии поставленных из Великобритании тяжёлых танков «Черчилль», и проработка вопросов по тактике их применения, нашло отражение в появлении такого нового типа штата в бронетанковых войсках как отдельный тяжёлый танковый полк прорыва (штат № 010/267)[7]
- Необходимость в укреплении дисциплины и повышении ответственности военнослужащих Красной Армии вынудило руководство ВС СССР принять Приказ № 227 и создать новые штаты штрафных батальонов, штрафных рот и заградительных отрядов, которых ранее не было.
- Пересмотр тактики по применению воздушно-десантных войск в конце 1970-х годов в ВС СССР, в связи с массовым появлением в войсках транспортно-десантных вертолётов, привёл к созданию новых штатов десантно-штурмовых формирований (отдельный десантно-штурмовой батальон, отдельный десантно-штурмовой полк, отдельная десантно-штурмовая бригада) в составе сухопутных войск[8][9].
- Практика первых боёв в ходе Афганской войны показала, что принятый штат ротного и батальонного звена не отвечала требованиям ведения боевых действий в горах, где подразделения были вынуждены автономно, в отрыве от подразделений огневой поддержки и бронетехники, выполнять поставленные боевые задачи. В связи с этим по решению руководства ВС СССР увеличилась насыщенность тяжёлым стрелковым вооружением и миномётами (только в составе ОКСВА). В каждую мотострелковую роту к 3 мотострелковым взводам был добавлен 4-й пулемётно-гранатомётный[10]. В парашютно-десантной роте к 3 парашютно-десантным взводам был добавлен 4-й миномётный взвод. В десантно-штурмовой роте к 3 десантно-штурмовым взводам были добавлены 4-й миномётный взвод и 5-й пулемётный взвод. И это, несмотря на то, что в штате десантно-штурмового батальона имелась миномётная батарея[11].

## Основные документы
В зависимости от принадлежности к вооружённым силам, документы в которых отображён штат разделяются на различные виды предписывающих документов (определяющих структуру формирования согласно решению вышестоящего военного руководства) и документами учёта (отображающими текущую укомплектованность подразделений и воинской части боевой техникой и личным составом).

К предписывающим документам к примеру относятся:
- Штатное расписание — основной в военном делопроизводстве текстовый документ, официально определяющий состав и численность личного состава который разрешается содержать в конкретной воинской части либо ином военном учреждении, на оснований установленных источников финансирования[1][6].
- Приказ о формировании — документ разработанный руководством вооружённых сил, в котором описывается структура и состав вновь создаваемого формирования. К примеру отдельный противотанковый батальон, женский авиационный полк, ракетный дивизион и т. д.. На основании этого приказа и создаётся новое формирование, а также указываются лица ответственные за его создание, подчинённость и место дислокации[12];
- Приказ об изменении штата формирования — документ об изменении структуры и состава уже существующего формирования, который предписывает совершение необходимых мероприятий по изменению штата, а также его возможного переименования. К примеру приказ о переформировании танковых полков в учебные танковые бригады с соответствующим переименованием[13];
- Организационно-штатная структура — графический документ в виде схемы, либо текстовый документ с таблицами в котором отображена структура формирования с подробным перечислением вооружения и количества личного состава по подразделениям;
- Организационная структура — графический документ в виде схемы с упрощённым отображением информации о составе формирования;

К документам учёта к примеру относятся:
- Штатно-должностной список — документ в котором указывается поимённый список всего личного состава подразделений уровня взвода (роты/батареи) по занимаемым должностям и воинским званиям;
- Штатно-должностная книга офицерского состава (ШДК) — документ в котором указывается поимённый список офицеров подразделения (воинской части) по занимаемым должностям и воинским званиям, с кратким указанием личных данных. В ВС СССР применялся с уровня батальона/дивизиона[14].

| Организационная структура командования поддержки Сухопутных войск Италии | Организационная структура 3-й дивизии морской пехоты Корпуса морской пехоты США | Учебный плакат с организационно-штатной структурой отдельного разведывательного батальона ВС РК | Организационно-штатная структура 5-й пехотной дивизии Вермахта, 1940 год. |

## Военное и мирное время
В силу экономических возможностей и рациональности расходования военного бюджета, практически во всех государствах существует разделение на так называемые штаты мирного времени и штаты военного времени.

### Штат военного времени
Штат военного времени — состояние военного формирования, в котором все предусмотренные штатным расписанием должности, полностью укомплектованы (на 100 %). В военной терминологии процесс приведения формирования к штатам военного времени называется «развёртывание» либо «мобилизационное развертывание».
В подобное состояние войска приводятся в случае объявления военного положения. Также подобное практикуется для определённых формирований, которым предстоит участвовать в боевых действиях.
В вооружённых силах и силовых ведомствах некоторых государств существуют военные формирования, которые постоянно находятся в состоянии полной боевой готовности. Штаты таких формирований, для полноценного выполнения возможных боевых задач, практически всегда развёрнуты. К данным формированиям используется определение «части постоянной боевой готовности».
Также полная укомплектованность личным составом в мирное время встречается в военных формированиях, где на вооружении имеется сложная военная техника требующая наличия полного штата специалистов-военнослужащих.
К частям (формированиям) постоянной боевой готовности либо формированиям требующим полной укомплектованности личного состава к примеру относятся:
- ракетные войска стратегического назначения;
- войска противовоздушной обороны;
- пограничные войска;
- экипажи подводных лодок;

В ВС СССР по штатам военного времени также содержались все воинские части, соединения и объединения в зарубежных группах войск.

### Штат мирного времени
Штат мирного времени для военного формирования означает неполную занятость всех должностей предусмотренных штатным расписанием и различается по времени необходимому для полного развёртывания (приведения к штату военного времени).
Часть (соединение) в котором личный состав формирования по штату мирного времени укомплектован на половину или менее от штата военного времени, называется в русской военной терминологии кадрированной частью (кадрированным соединением).
К примеру для мотострелковых дивизий ВС СССР существовало 4 основных типовых штатов мирного времени:
- штат «А» (дивизия постоянной готовности) — укомплектованность личным составом 90—100 % и укомплектованность техникой и вооружением 100 %;
- штат «Б» (дивизия со сроком готовности от 1 до 3 суток) — 60—80 % личного состава и 75—90 % техники и вооружения;
- штат «В» (дивизия со сроком готовности от 4 до 10 суток) — 25—50 % личного состава и 50—75 % техники и вооружения;
- штат «Г» (дивизия со сроком готовности от 11 до 30 суток) — 1—10 % личного состава и 40—50 % техники и вооружения.

Официально дивизии штата «В» и штата «Г» назывались дивизиями кадра (скадрованные дивизии, кадрированные дивизии).
Общая численность дивизий кадра в сухопутных войсках СССР достигала 60 % от общего числа дивизий.
Данный термин также относился к воинским частям в составе дивизий и к отдельным бригадам. К примеру практически все отдельные бригады специального назначения Главного разведывательного управления Генерального штаба ВС СССР являлись кадрированными бригадами, в которых по штату мирного времени было не более 500 человек, а по штату военного времени личный состав доводился до 1700 человек.
На примере мотострелкового полка разница личного состава по штату военного времени и по штату мирного времени выглядит следующим образом:
- штат военного времени — 2 400 военнослужащих;
- штат мирного времени «А» — 2100—2400;
- штат мирного времени «Б» — 1300—1500;
- штат мирного времени «В» — 200—300;
- штат мирного времени «Г» — 0-20.

К примеру в 191-м мотострелковом полку кадрированной 201-й мотострелковой дивизии на начало декабря 1979 года числилось 12 (двенадцать) человек (полк по штату «Г»). В связи с вводом полка в Афганистан, в январе 1980 года личный состав полка был доведён в кратчайшие сроки до 2 200 человек.
Причиной создания кадрированных частей и соединений в ВС СССР послужила необходимость сокращения Вооружённых Сил при одновременном сохранении офицерских кадров, запасов боевой техники, вооружения и материальных средств.
Главным условием необходимости в содержании кадрированных частей и соединений является надлежащий уровень поддержания мобилизационных возможностей государства, за счёт которых и осуществляется развёртывание формирований к штату военного времени.
В странах НАТО введена аналогичная система стандартов укомплектованности штатов по мирному времени, состоящая из 4 категорий (уровней) и действующая с 1980-х годов:
- категория «А» — укомплектованность личным составом от 75 % до 100 % (постоянной готовности);
- категория «B» — от 50 % до 75 % (со сроком развёртывания до 3 суток);
- категория «C» — от 20 % до 50 % (со сроком развёртывания до 7 суток);
- категория «D» — от 5 % до 20 % (со сроком развёртывания до одного месяца).

Экономия военного бюджета, в ходе которой прибегали к подобной дифференциации штата, существовала не только в современности, но и в 19-м веке. Так, к примеру, в Русской императорской армии с 1864 года в ходе проведённой реформы в регулярных войсках, предполагалось иметь следующие уровни укомплектованности рядовым составом в пехотных полках в зависимости от ситуации:
- «военный» — 900 человек;
- «усиленный мирный» — 680 человек;
- «обыкновенный мирный» — 500 человек;
- «кадровый» — 320 человек.